# Lowrider (Fahrradtyp)

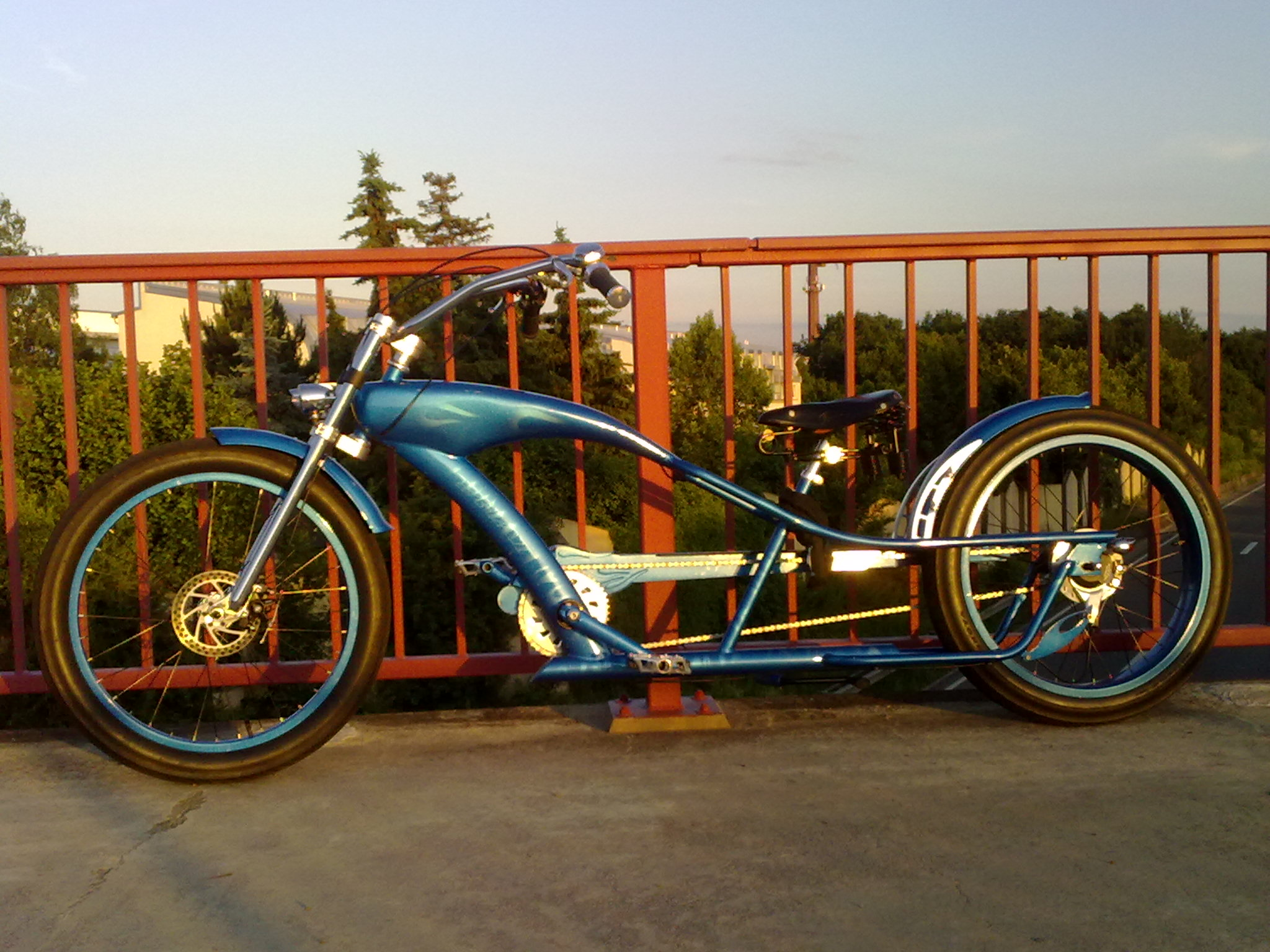
Lowrider-Fahrrad der Marke Phat Modell Superstretch

Als Lowrider bezeichnet man Fahrräder, die entweder durch Umbauten oder bereits ab Werk deutlich niedriger liegen als andere Fahrräder. Die Räder sind spürbar schwerer als übliche Fahrräder. Deswegen – in manchen Fällen auch aufgrund ihrer Geometrie – sind sie nur bedingt für längere Fahrten geeignet. So ist aufgrund des langgestreckten Fahrradkorpus bei einer Strecke bergauf das Aufstehen aus dem Sattel und das „stehend in die Pedale treten“ nicht möglich.

## Stil
Der typische Stil eines Lowriders ist sowohl von Lowrider-Autos als auch von Chopper-Motorrädern inspiriert. Bei diesen Fahrrädern werden meist lange Bananensättel wie auch bei Bonanzarädern verwendet. Außerdem werden Lowrider oft optisch mit verchromten oder vergoldeten Anbauteilen wie Schutzblechen, angedeuteten Auspuffrohren oder Stoßstangen ausgestattet, sowie vorhandene Teile durch optisch auffälligere ersetzt, wie Lenker, Pedale oder Gabelstreben aus spiralförmig verdrehtem Flachmaterial oder spezielle Laufräder mit deutlich mehr Speichen als bei anderen Fahrrädern.
Zu professionellerem Customizing, also individuellen Anpassungen, gehören außerdem modifizierte oder selbstgebaute Fahrradrahmen und besondere Lackierungen oder Bemalungen (s. a. Custompainting und Pinstriping).

## Technik
Maßnahmen, die zur niedrigen Lage der Lowrider führen sind gebogene Gabeln, die den Drehpunkt der Vorderachse nach oben verlegen, oder auch spezielle Rahmenkonstruktionen. Außerdem werden häufig kleine Laufräder verwendet, wobei Reifengrößen zwischen 20" und 26" gebräuchlich sind. Eine zwangsläufige Folge dessen ist, dass auch das Tretlager zum Teil deutlich nach unten verlegt wird, wodurch kürzere Tretkurbeln nötig werden. Eine andere Lösung des Problems, die allerdings nur bei der Konstruktion des Rahmens berücksichtigt werden kann, ist, das Tretlager höher im Rahmen einzubauen. Außerdem muss das Tretlager dann noch weiter nach vorn verlegt werden, um den Abstand zwischen Sattelmitte und Tretlager, der wesentlich für die Fahrbarkeit eines Fahrrads ist, nicht zu kurz werden zu lassen. Aufgrund dieser Probleme sind viele "Showbikes", also Lowrider die lediglich zur Demonstration auf entsprechenden Veranstaltungen dienen, gar nicht fahrbar.
Durch die meist relativ kleinen Antriebsräder wird eine größere Übersetzung erforderlich, um die gleiche Entfaltung wie bei Fahrrädern mit größeren Antriebsrädern zu erzielen. Beachtet werden muss jedoch, dass bei kürzeren Tretkurbeln eine kleinere Übersetzung benötigt wird, da eine geringere Hebelwirkung erzielt wird. Daher muss bei der Übersetzung ein entsprechendes Mittelmaß gefunden werden.

## Geschichte
Die Lowrider entstanden in den 1960ern bei mexikanischen Einwanderern (Chicanos) in Kalifornien. Mit viel Aufwand gestalteten sie ihre tiefergelegten Autos, um ihr Lebensgefühl und ihre Kreativität zum Ausdruck zu bringen. Da auch die damalige Jugend dieses Milieus dieselben Motive zum Ausdruck bringen wollte, jedoch finanziell wesentlich geringere Mittel zur Verfügung hatte, realisierte man Lowrider auf Basis von Fahrrädern. Für viele Jugendliche war das eine sinnvolle Beschäftigung, die sie gewissermaßen sogar von Gewalt fernhielt. Heute sind Lowrider auch in Europa anzutreffen und es gibt bereits fertige Lowrider zu kaufen. Außerdem besteht ein breites Angebot an Zubehörteilen.